# 小江戶號列車
小江戶（日语： Koedo */?）號列車是由西武鐵道（西武）營運，行走於西武新宿站至本川越站之間的特別急行列車，途經西武新宿線。截至2021年，「小江戶」使用南入曾車輛基地所屬的10000系電動列車「New Red Arrow」行走。
本條目中，將會同時記載過去行走於西武新宿至本川越之間的「武藏」號列車，以及新宿線系統各種臨時特急列車的演變。

## 列車概況
所有班次所有車廂均為座位指定席，乘車時需要另外購買特急票。
班次編數方面，下行為單数、上行為雙數，並按出發先後次序編排。
定期列車的編號是0x至5x，臨時、不定期列車的編號是7x至9x。基本上，平日與星期六及假日的時間表都差不多，但是仍然有較大差別的列車，在這個情況下，星期六及假日的班次編號會是6x。
在2016年3月26日，於東京地下鐵副都心線、東武東上線急行運輸的「F-liner」開始服務。使西武新宿站至本川越站之間的所需時間與新宿三丁目站至川越市站之間的所需時間相近（小江戶45分：F-liner41分），而F-liner於日間每30分鐘一班（F-liner不需特急費用，車輛只配備長椅）。

### 小江戶

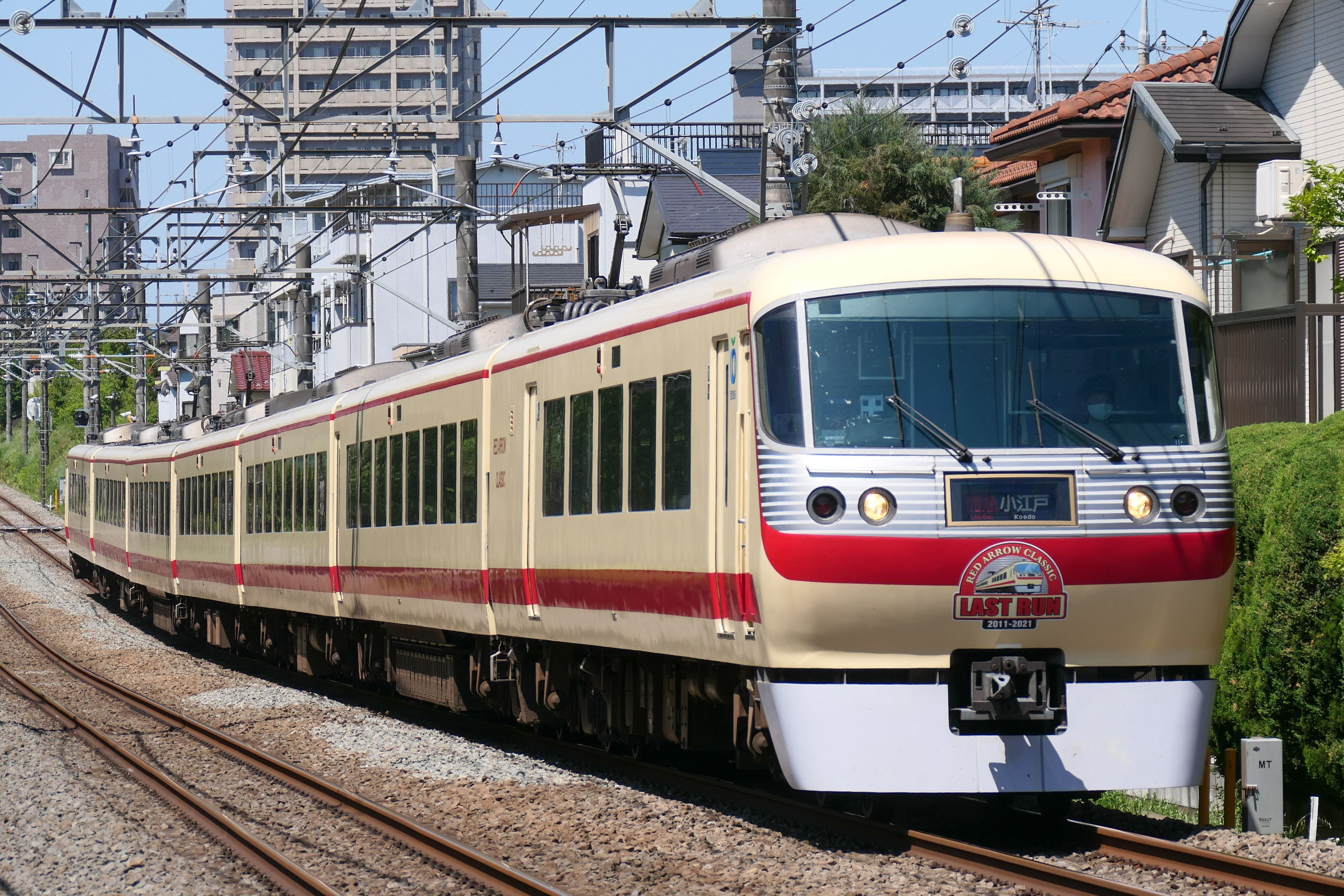
Red Arrow經典塗裝的「小江戶」（2021年4月21日 東伏見站至武藏關站之間）

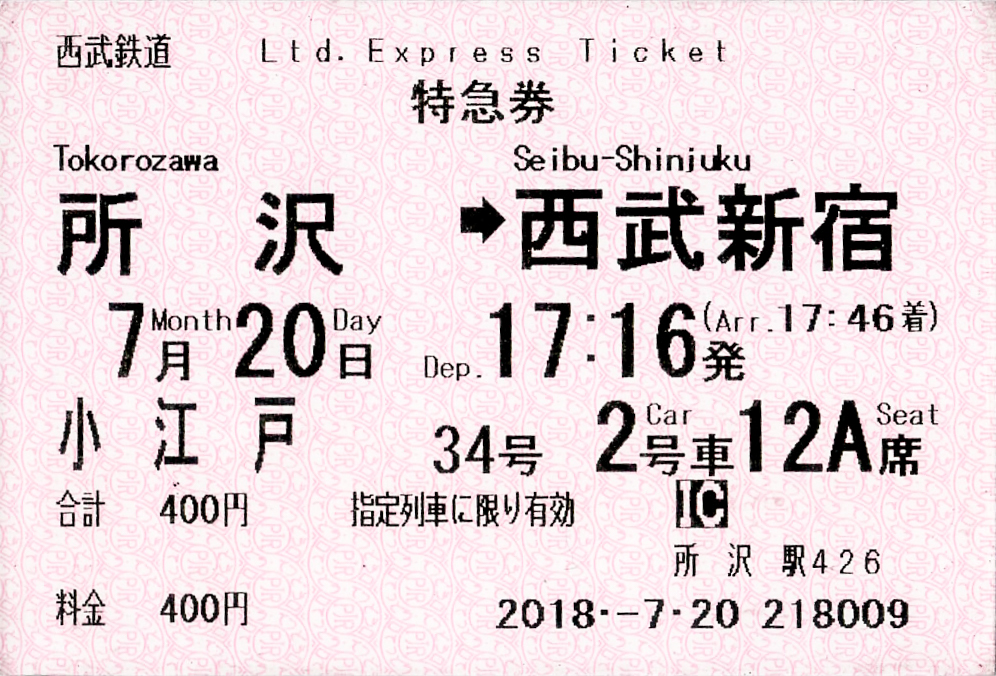
小江戶號　特急票

在1993年起，開設了行走於西武新宿站至本川越站之間的「小江戶」。而這個愛稱是取自列車終點站所在地川越市是日本「小江戶」之一。在早上和黃昏繁忙時間的客源是為了確保有座位的通勤客。
運行歷史
西武鐵道在1969年起已經在池袋線系統開設特急列車班次，當時使用5000系行走。後來為了吸引旅客前往秩父觀光，便開設了於西武新宿到發的特急列車班次，以提供多一個渠道前往秩父。在1976年，開設了行走於西武新宿站至西武秩父站之間的「奧秩父」，在假日設有1個往返班次。該列車為了從新宿返回車廠，會另外開設回廠載客班次，該班次從西武新宿站單向前往所澤站，列車名稱為「武藏」。後來，「武藏」加設上行班次，下行也延長至本川越。
在1993年，新型車輛10000系登場，並且使用新的愛稱「小江戶」。當時，JR各公司已經為通勤客於繁忙時間開設座位定額制列車「Home Liner」，而池袋線系統的「秩父」、「武藏」已經成為了為通勤客取得座位的鐵路服務，使「小江戶」也是為此而開設。與此同時，於西武新宿站到發的「奧秩父」和「武藏」均結束服務。

#### 運行概況
截至2018年3月10日
平日
- 在早上6時時段，上行設有3班。在早上7時時段，下行設有2班、上行設有1班。在早上8時時段，上行設有3班。在早上9時時段，下行設有2班、上行設有1班。在早上10時時段，上下行各設有1班。在早上11時時段，下行設有2班、上行設有1班。
- 在中午12時時段至下午3時時段：每小時上下行各設有1班
- 下午4時段起：每小時上下行各設有2班（約每30分鐘一班）（尾班從西武新宿站出發的時間是晚上11時55分）

星期六及假日
- 在早上6時時段，上行設有1班。在早上7時時段，上下行各設有1班。在早上8時時段，上下行各設有1班。在早上9時時段，下行設有1班、上行設有2班。在早上10時時段，上下行各設有2班。在早上11時時段，下行設有2班、上行設有1班。
- 在中午12時時段至下午3時時段：每小時上下行各設有1班
- 下午4時段起：每小時上下行各設有2班（約每30分鐘一班）（尾班從西武新宿站出發的時間是晚上11時正）

在1993年開始運行當初，於早上設有1個往返班次，於通勤繁忙時間完結後每小時設有1班。截至1994年，於早上仍然設有1個往返班次，於早上繁忙時間完結後至黃昏前每約2小時1班，黃昏以後每1小時1班。另外設有回廠（南入曾車輛基地）載客列車班次，這些班次於所澤站到發。在1998年3月時間表修正起，所有班次均行走於西武新宿站至本川越站之間。

### 過去的定期列車

#### 奧秩父
「奧秩父」是行走於西武新宿站至西武秩父站之間的優等列車愛稱。後來該列車名稱也用於臨時列車班次上。在1976年 - 1993年，「奧秩父」只於假日行走於西武新宿站至西武秩父站之間。

#### 武藏
「奧秩父」的入出車廠載客班次，會以「武藏」的名義行走。
- 1976年 - 1993年：在假日行走於西武新宿站至本川越站之間。
  - 當初只有下行班次，在1980年起加設上行班次。
  - 與「奧秩父」一樣，當初只有上行班次停靠高田馬場站，後來下行班次也停靠。
  - 在1986年，下行班次延長至本川越站，並加停狹山市站。
  - 在1993年，隨著行走於西武新宿站至本川越站之間的「小江戶」登場，於西武新宿站到發的「奧秩父」結束運行。

### 過去的臨時列車
在新宿線中，由於在沿線中較少因活動而開設臨時列車，加上基本上新宿線系統與池袋線系統會獨立運行。因此新宿線上較少臨時列車班次。

#### 拜島線臨時特急
- 在2011年至2014年之間，曾經設有從西武新宿站前往拜島站的臨時特急班次。
- 為了紀念「Red Arrow Classic」運行，在2011年12月12日至18日之間，於晚上開設單向1班臨時特急列車，從西武新宿站前往拜島站[2]。這是拜島線首次設有特急列車行走。
  - 中途停靠高田馬場站（只限乘車）、田無站、小平站、玉川上水站（以上三站只限下車）[2]。
  - 特急費用方面，西武新宿往拜島為410日圓，其他區間350日圓[2]。
  - 西武新宿站於下午7時40分出發。
- 在2012年，為了「西武鐵道創立100周年紀念」活動，於8月24日至30日之間[3]、以及12月10日至16日之間設有臨時班次[4]。
  - 停車站與上述「Red Arrow Classic」的班次有少許變動。列車會通過田無站，另外加停東大和市站（只限下車）[3]。
  - 特急費用方面與上述「Red Arrow Classic」有少許變動。所有區間均一為350日圓[3]。
  - 在12月的班次中，星期六及假日的時間表提早約2小時[4]。
- 在2013年12月12日、13日、19日、20日設有臨時特急班次[5]。
  - 停車站方面，這次乘客可於中途站乘車[5]。
  - 特急費用方面，與「Red Arrow Classic」班次的費用相同，西武新宿往拜島為410日圓，其他區間350日圓[5]。
  - 西武新宿站於下午9時15分出發。
- 在2014年9月16日至26日的平日[6]、以及12月11日至26日的星期四和五[7]均開設臨時班次。
  - 停車站方面，這次重新停靠田無站[6]。
  - 特急費用增加10日圓。
  - 出發時間與2012年8月和12月的班次大致相同。
- 由於臨時班次的使用率良好，因此決定未來以定期班次行走。在2018年開設了拜島Liner。

#### 奧秩父 (臨時)
在2014年和2015年均開設了行走於西武新宿站至西武秩父站之間的臨時「奧秩父」班次。

#### 001系在新宿線和池袋線的臨時特急
在2019年4月27日至5月6日的黃金周期間，開設了行走於本川越站至飯能站之間的臨時列車，使用車輛方面使用001系「Laview」。在這個期間每日設有1個往返班次。前往飯能的列車名稱與編號是「武藏90號」，前往本川越的列車名稱與編號是「小江戶92號」，兩個班次中途停靠狹山市、所澤和入間市。車輛是來自小手指附近的車廠，並使用了兩抽編成交替使用。
這是首次有001系於新宿線上行走。在第一日行走當天（4月27日）舉行了「Laview 新宿線前次運行紀念典禮」。

## 使用車輛（定期列車）
- 10000系「New Red Arrow」（日语：西武10000系電車）（1993年 - ）
- 5000系「Red Arrow」（日语：西武5000系電車）（1976年 - 1993年）

001系在定期班次中只於池袋線系統上行走，現階段未有計劃引入至新宿線上。

## 停車站

### 現時的停車站
小江戶：西武新宿站 - 高田馬場站 - 東村山站 - 所澤站 - 狹山市站 - 本川越站

### 過去的停車站與臨時停車站
| 路線名稱  | 路線名稱         | 新宿線   | 新宿線   | 新宿線   | 新宿線 | 新宿線 | 新宿線 | 新宿線 | 新宿線 | 新宿線 | 池袋線 | 池袋線 | 池袋線   | 西武秩父線 | 西武秩父線 | 西武秩父線 |
| 列車名稱  | 備註             | 西武新宿 | 高田馬場 | 上石神井 | 田無   | 小平   | 東村山 | 所澤   | 狹山市 | 本川越 | 入間市 | 飯能   | 武藏丘檢 | 蘆久保     | 橫瀨       | 西武秩父   |
| 奧秩父    | 1976 - 1993      | ●        | ◆        | ―        | ―      | ―      | ―      | ●      | ＝     | ＝     | ―      | ●      | ＝       | ●          | ―          | ●          |
| 武藏      | 1976 - 1993      | ●        | ◆        | ―        | ―      | ―      | ―      | ●      | ●      | ●      |        |        |          |            |            |            |
| 小江戶    | 1993 - 2013      | ●        | ●        | ―        | ―      | ―      | ▲      | ●      | ●      | ●      |        |        |          |            |            |            |
| 小江戶    | 2013 - 現在      | ●        | ●        | ―        | ―      | ▲      | ●      | ●      | ●      | ●      |        |        |          |            |            |            |
| 電車Festa | 2005             | ●        | ●        | ●        | ●      | ―      | ―      | ●      | ＝     | ＝     | ―      | ―      | ●        |            |            |            |
| 奧秩父    | 川瀨祭 2014 - 15 | ●        | ●        | ―        | ●      | ―      | ●      | ●      | ＝     | ＝     | ●      | ●      | ＝       | ―          | ●          | ●          |
| 奧秩父    | 芝櫻 2015        | ●        | ●        | ―        | ―      | ―      | ●      | ●      | ＝     | ＝     | ―      | ●      | ＝       | ―          | ●          | ●          |
| 秩父      | 橫瀨公開 2015    | ●        | ●        | ―        | ―      | ―      | ●      | ●      | ＝     | ＝     | ●      | ●      | ＝       | ―          | ●          | ●          |

| 路線名稱     | 路線名稱      | 新宿線 | 新宿線 | 池袋線 | 池袋線 | 池袋線 | 西武秩父線 | 西武秩父線 | 西武秩父線 |
| 列車名稱     | 備註          | 本川越 | 狹山市 | 所澤   | 入間市 | 飯能   | 蘆久保     | 橫瀨       | 西武秩父   |
| 秩父         | 橫瀨公開 2014 | ●      | ●      | ●      | ●      | ●      | ―          | ●          | ●          |
| 武藏、小江戶 | 001系 2019    | ●      | ●      | ●      | ●      | ●      |            |            |            |

## 歷史
- 1976年（昭和51年）3月1日：實施時間表修正。於假日開設行走於西武新宿站至西武秩父站之間的直通特急「奧秩父」，同時開設該「奧秩父」的出入廠載客班次「武藏」。「武藏」只有下行單向班次，從西武新宿站前往所澤站，「奧秩父」和「武藏」使用5000系行走[9]。
- 1980年（昭和55年）：「奧秩父」的出入廠載客班次「武藏」加設上行班次，從所澤站前往西武新宿站。
- 1986年（昭和61年）：下行從西武新宿站前往所澤站的「武藏」延長至本川越站，加停狹山市站。
- 1993年（平成5年）12月6日：實施時間表修正。開設了使用10000系行走的特急「小江戶」。同時，於西武新宿站到發的「奧秩父」和「武藏」被廢除[9]。5000系不再於新宿線上行走定期班次。而「奧秩父」這個列車愛稱繼續在池袋線上使用[9]。
- 2003年（平成15年）
  - 3月12日：實施時間表修正，於早上8時時段加開上行班次。
  - 6月7日、8日、14日、15日：為了「西武沿線花散步」企劃，部分列車臨時停靠東村山站[10]。隨後至2005年前也設有相關企劃與安排。
- 2005年（平成17年）6月4日：為了舉行「西武·電車Festa 2005 in 武藏丘車輛檢修場」，開設了1個往返班次的臨時特急「電車Festa號」，行走於西武新宿站至武藏丘車輛檢修場之間[11]。中途停靠高田馬場、上石神井、田無和所澤[11]。
- 2007年（平成19年）3月28日：10108編成被成為皇家列車，行走於西武新宿站至本川越站之間，這是西武鐵道第二次被安排開設皇家列車。
- 2009年（平成21年）3月20日：適逢以川越市作為舞台的NHK連續電視小說《翼（日语：つばさ (2009年のテレビドラマ)）》在電視上放映。一抽10000系列車貼上了節目全車身廣告（日语：西武10000系電車#ラッピング車両）[12]。在第一日行走當天，於西武新宿站舉行出發儀式，並開設臨時班次行走於西武新宿至本川越之間，中途不停站。該班次與全廣告車輛在新宿線上繼續行走於9月26日。
- 2011年（平成23年）12月12日至18日：為了紀念「Red Arrow Classic」運行，於晚上開設了臨時特急列車，單向從西武新宿站前往拜島站[2]。隨後會因各種名義每年均開設臨時班次，直至2014年。而在2012年和2014年的夏天也有相關班次。
- 2012年（平成24年）
  - 9月24日 - 30日：為了紀念西武鐵道成立100周年，在這個期間（1星期）於歸家時段的下行4班列車臨時停靠東村山站[13]。
  - 11月5日 - 11日：為了紀念西武鐵道成立100周年，在這個期間（1星期）於歸家時段的下行4班列車臨時停靠新所澤站[13]。
- 2013年（平成25年）3月16日：實施時間表修正，開始定期停靠東村山站。
- 2014年（平成26年）
  - 7月19日、20日：為了配合舉行「秩父川瀨祭（日语：秩父川瀬祭）」，開設了臨時特急「奧秩父」，行走於西武新宿站至西武秩父站之間[14]。這是「奧秩父」在11年後再次設有班次，這是21年後再次設有直通特急列車行走於西武新宿至西武秩父之間。途中停靠高田馬場、田無、東村山、所澤、入間市、飯能和橫瀨[14]。
  - 9月20日、21日、23日：在秋分時期，部分列車會臨時停靠最近「小平靈園（日语：小平霊園）」的小平站[15]。後來，直至2018年前於同一時期也有相關安排。
  - 11月8日：為了配合舉行「西武火車節2014 in 橫瀨」，開設了臨時特急「秩父」，單向從本川越站前往西武秩父站[16]。中途停靠狹山市、所澤、入間市、飯能和橫瀨[16]。這次是首次設有列車從本川越站直通至池袋線內。
- 2015年（平成27年）
  - 4月18日、19日：在秩父的羊山公園櫻花盛開時期，開設行走於西武新宿站至西武秩父站之間的臨時特急「奧秩父」[17]。中途停靠高田馬場、東村山、所澤、飯能和橫瀨[17][注 2]。
  - 7月19日、20日：為了配合舉行「秩父川瀨祭（日语：秩父川瀬祭）」，開設行走於西武新宿站至西武秩父站之間的臨時特急「奧秩父」[18]。停車站與上年相同。
  - 11月7日：為了配合舉行「西武火車節2015 in 橫瀨」，開設了臨時特急「秩父」，單向從西武新宿站前往西武秩父站[19]。中途停靠高田馬場、東村山、所澤、入間市、飯能和橫瀨[19]。
- 2018年（平成30年）3月18日、21日、24日：在春分時期，部分列車會臨時停靠最近「小平靈園」的小平站[20]。在翌年2019年的同一時期設有相同安排[21]。
- 2020年（令和2年）
  - 3月25日：「Red Arrow Classic」10105編成轉在新宿線上行走[22]，同日起開始行走「小江戶」[注 3]。
  - 4月29日：受到新冠疫情影響，當日起星期六及假日所有班次暫停服務[23]。
  - 6月1日：被暫停服務的班次重開[24]。
- 2021年（令和3年）
  - 2月13日：受到新冠疫情影響，當日起星期六及假日所有班次再次暫停服務[25]。
  - 3月27日：被暫停服務的班次重開[26]。
  - 4月29日：「Red Arrow Classic」的定期服務終止[27]。
  - 6月5日：為了配合舉行「西武・電車Festa 2021 in 武藏丘車輛檢修場」，開設遊覽列車，從西武新宿站途經武藏丘車輛檢修場前往所澤站，當中使用了「Red Arrow Classic」車輛[28]。

## 注腳

## 外部連結
- 特快Laview・Red Arrow號 ｜ 西武鐵路 （页面存档备份，存于）